# Wat Rakhang

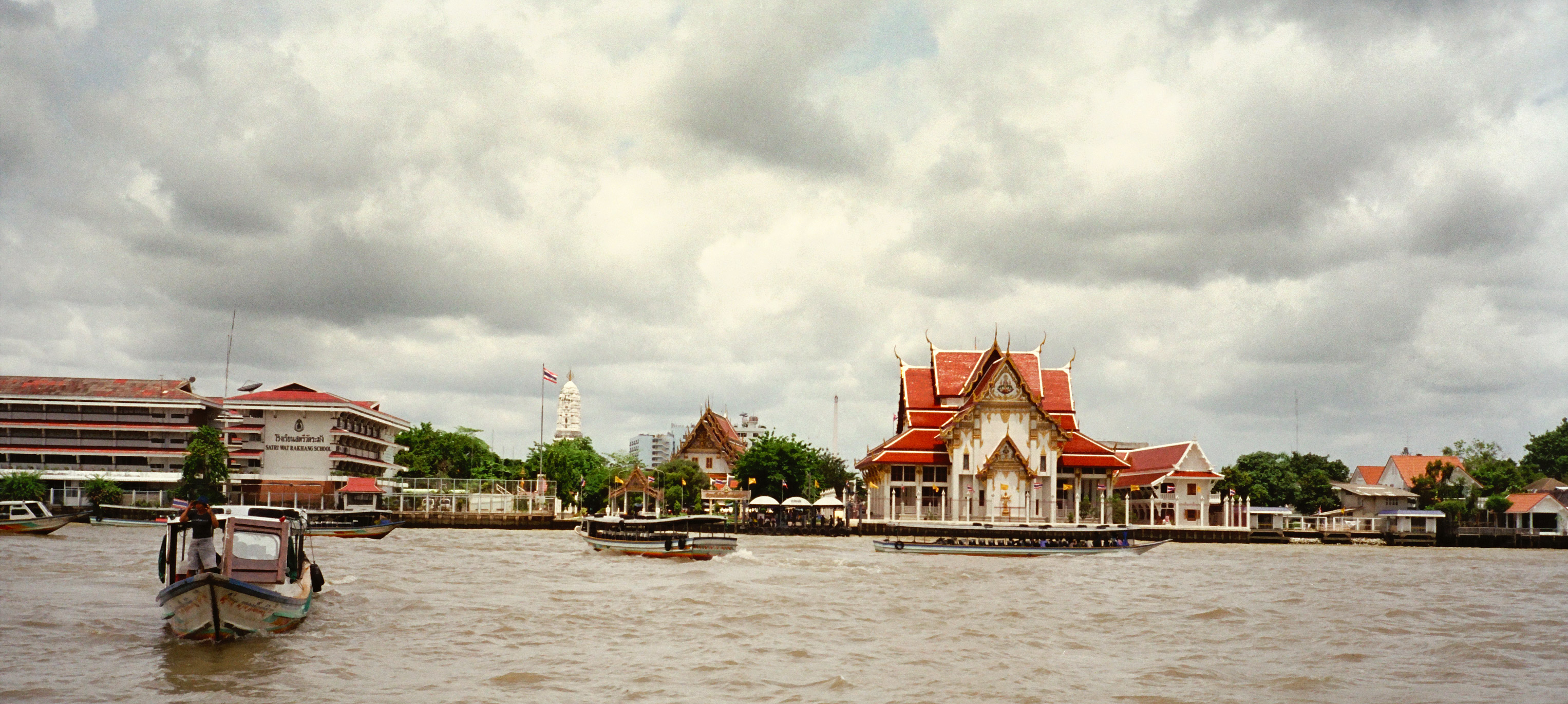
Wat Rakhang

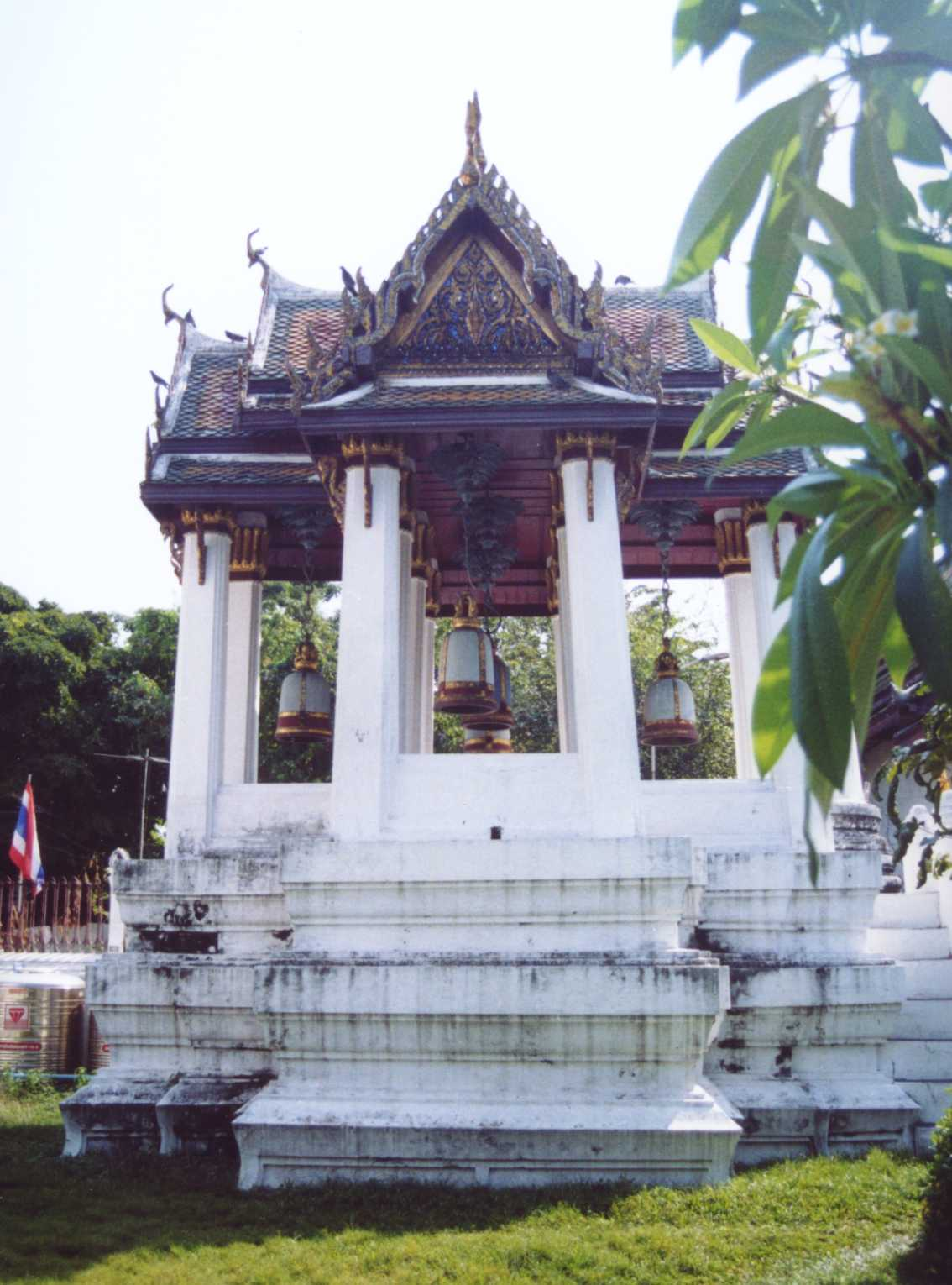
Der Glockenturm des Wat Rakhang

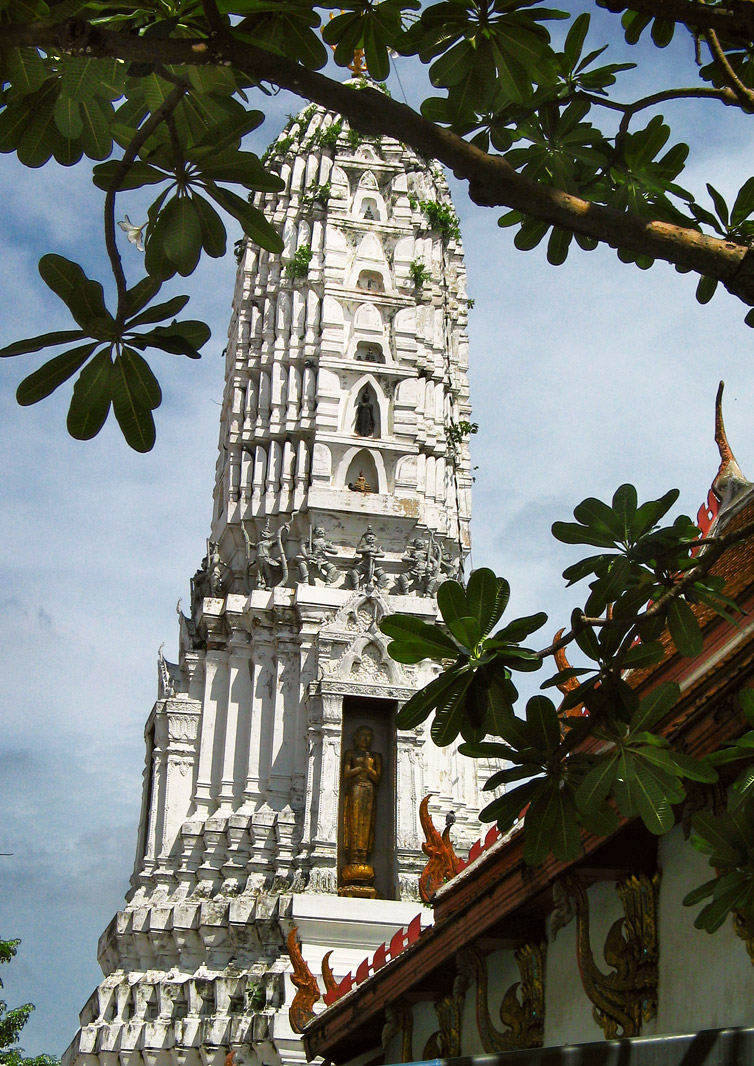
Der Prang aus der frühen Rattanakosin-Periode

Wat Rakhang (vollständiger Name: Wat Rakhang Kositaram Woramahaviharn, thailändisch วัด ระฆังโฆสิตาราม วรมหาวิหาร) ist ein buddhistischer Tempel (Wat) im Bezirk Bangkok Noi in Bangkok, Thailand.

## Lage
Wat Rakhang liegt direkt am westlichen Ufer des Mae Nam Chao Phraya (Chao-Phraya-Fluss) im Herzen der Altstadt von Bangkok. Direkt gegenüber auf dem anderen Ufer liegt der Große Palast mit dem Wat Phra Kaeo.

## Geschichte
Wat Rakhang wurde bereits in der Ayutthaya-Periode gegründet. Er hatte zu jener Zeit den Namen Wat Bangwa Yai (thailändisch วัดบางว้าใหญ่). Als König Taksin nach dem Fall von Ayutthaya seine neue Residenz in Thonburi errichtet hatte, restaurierte er den Tempel und erhob ihn in den Rang eines Königlichen Tempels.
Zu Beginn der Rattanakosin-Periode wurde er von der ältesten Schwester von König Phra Phutthayotfa Chulalok (Rama I.) erneut repariert. Bei den Arbeiten wurde eine Tempelglocke (Thai: „Rakhang“) gefunden, die König Phra Phutthayotfa zum gerade neu erbauten Wat Phra Kaeo bringen ließ, wo sie noch heute im Glockenturm (Hor Rakhang) besichtigt werden kann. Anstelle dieser Glocke stiftete der König fünf kleinere Glocken die in einem kreuzförmigen Pavillon installiert wurden. Dieser Pavillon ist heute das Wahrzeichen des Tempels. Gleichzeitig ließ er den Namen von „Wat Bangwa Yai“ in „Wat Rakhang Kositaram“ umändern.

## Sehenswürdigkeiten
- Der Ubosot ist im frühen Rattanakosin-Stil erbaut. Sein dreistufiges Staffeldach ist traditionell mit Chofah, Bai Raka (ใบระกา – Rückenflosse der Naga) und Hang Hong (หางหงส์ – Nagaköpfen, wörtlich Schwanenschwanz) dekoriert. Die Flügel seiner Eingangsportale sind mit Glocken in Schwarzgoldlack-Technik verziert. An den Innenwänden befinden sich Wandmalereien, die von Hofmalern des Königs erstellt wurden.
- Der Prang wurde zur Zeit von König Phra Phutthayotfa im späten Ayutthaya-Stil erbaut.
- Der Hor Trai (Bibliothek – Thai: หอพระไตรปิฎก) ist die eigentliche Attraktion des Tempels. Das aus Holz erbaute Ensemble besteht aus drei mit Dächern im klassischen Stil gedeckten Gebäuden. Es diente zur Regierungszeit von König Taksin dem späteren ersten König der Chakri-Dynastie, Phra Phutthayotfa, als Residenz (Phra Tamnak Chan – พระตำหนักจันทน์). Erst später wurde es nach einer Restaurierung zum Aufbewahrungsort der Heiligen Schriften (Thai: พระไตรปิฎก). Auf den Innenwänden befinden sich in neuerer Zeit unvorteilhaft restaurierte Wandmalereien, die ursprünglich von hohem künstlerischem Wert waren.

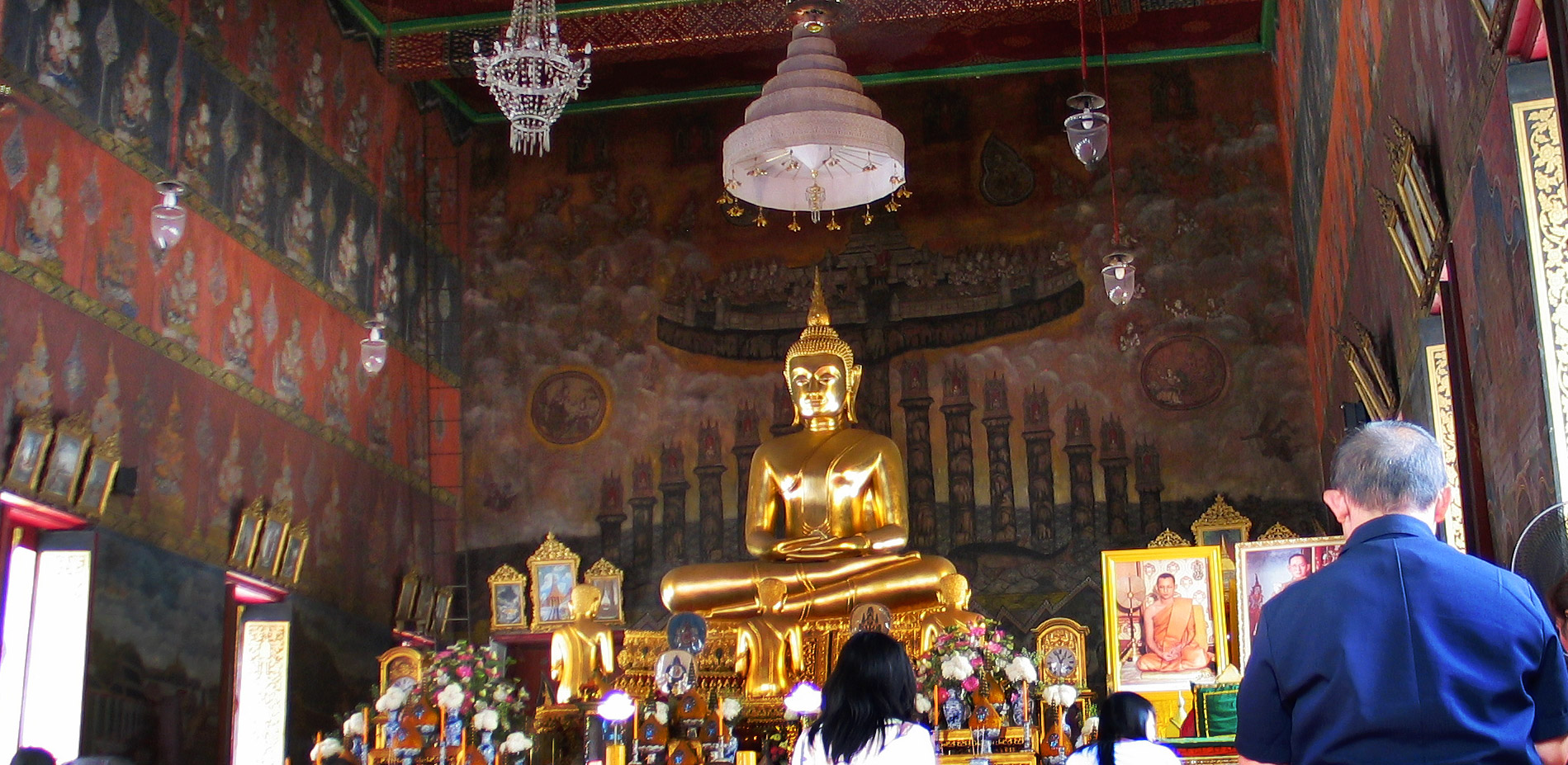
Im Innern des Ubosot
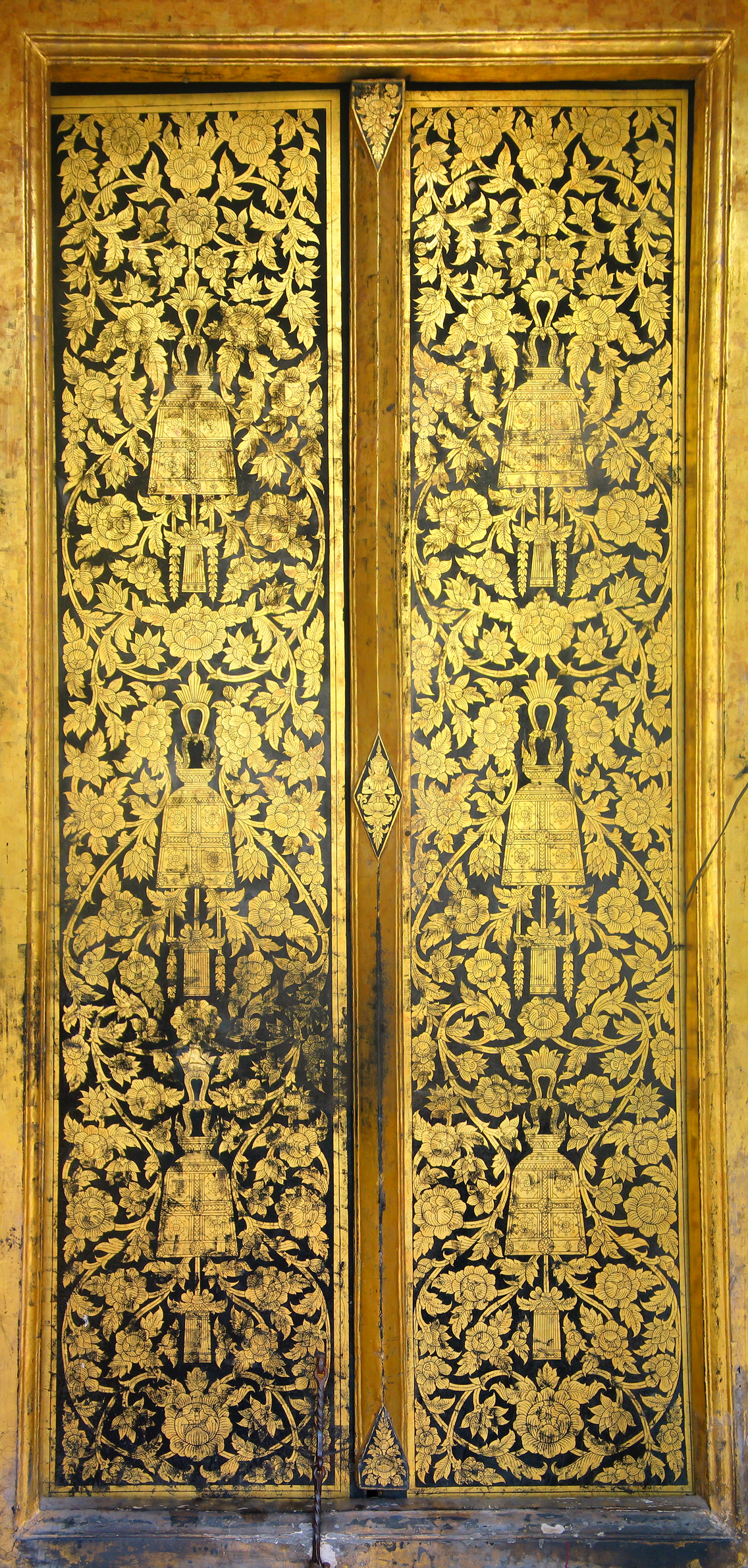
Eingangstüren des Ubosot
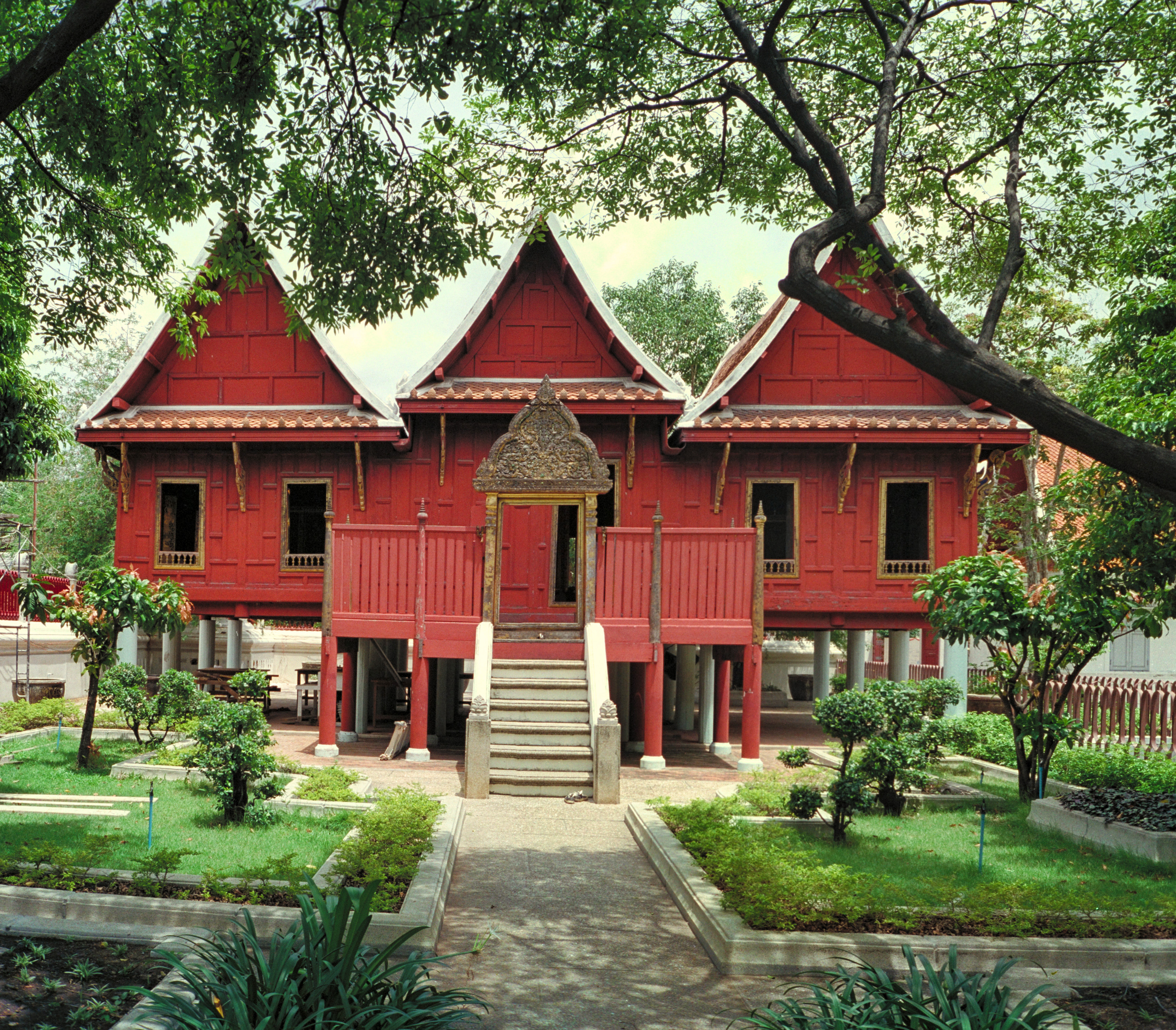
Hor Trai (Bibliothek)
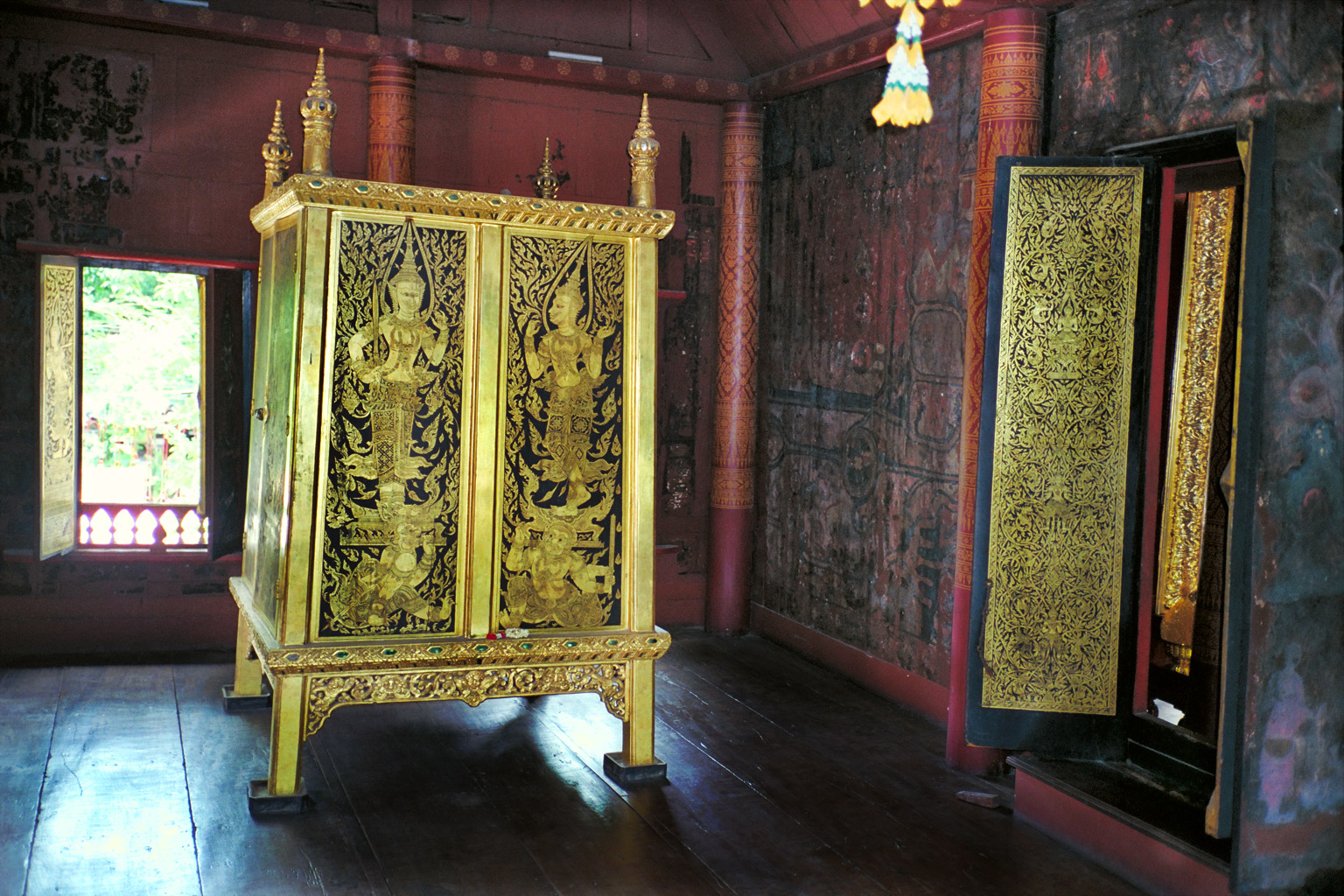
Bücherschrank der Bibliothek